# NGC 971
Az NGC 971 egy csillag a Háromszög csillagképben. A parallaxisa alapján kb. 1,118.93 fényévre található, a mérés hibaszázaléka kb. 10%.

## Felfedezése
Az NGC-katalógusban jegyezték fel először.

## Tulajdonságai
Az NGC 971 egy vörös csillag, látható fényessége 15.79 magnitúdó. Feltételezhető, hogy egy vörös óriás.